# Червеноклюн фаетон
Червеноклюн фаетон (Phaethon aethereus) е вид птица от семейство Phaethontidae.

## Разпространение и местообитание
Разпространен е в Американските Вирджински острови, Ангуила, Антигуа и Барбуда, Барбадос, Бахамските острови, Бонер, Синт Еустациус, Саба, Бразилия, Британските Вирджински острови, Венецуела, Гваделупа, Гвинея, Гвинея-Бисау, Гренада, Джибути, Доминика, Доминиканската република, Египет, Еквадор, Еритрея, Йемен, Иран, Кабо Верде, Кайманови острови, Катар, Китай, Колумбия, Куба, Кюрасао, Малдивите, Мартиника, Мексико, Монсерат, Обединените арабски емирства, Оман, Пакистан, Панама, Перу, Португалия, Пуерто Рико, Салвадор, Саудитска Арабия, Света Елена, Възнесение, Тристан да Куня, Сейнт Винсент и Гренадини, Сейнт Китс и Невис, Сейнт Лусия, Сен Мартен, Сенегал, Сомалия, Тринидад и Тобаго, Търкс и Кайкос, Френска Гвиана, Хаити и Чили.